# (35566) 1998 GE7
1998 GE7 (asteroide n.º 35566) es un asteroide del cinturón principal. Posee una excentricidad de 0,14385980 y una inclinación de 14,92914º.
Este asteroide fue descubierto el 2 de abril de 1998 por LINEAR en Socorro.